# Remember Monday
Remember Monday è un trio musicale femminile di genere country pop britannico formatosi nel 2018. È costituito dalle cantanti Lauren Byrne, Holly-Anne Hull e Charlotte Steele.
Hanno rappresentato il Regno Unito all'Eurovision Song Contest 2025 con l'inedito What the Hell Just Happened?, classificandosi al diciannovesimo posto.

## Storia del gruppo
Originarie della contea di Surrey, le tre componenti del gruppo si sono conosciute nel 2013, durante il periodo di studi al Farnborough College of Technology dell'omonima città. Dopo alcune esperienze da soliste nel panorama del teatro musicale, la nascita delle Remember Monday è avvenuta alla fine del 2018; il loro nome deriva dal fatto che la maggior parte delle loro lezioni di musica si tenevano sempre di lunedì.
Sono salite alla ribalta nel 2019 quando, mentre si alternavano con i loro lavori da insegnanti teatrali, hanno preso parte all'ottava edizione di The Voice UK, in onda sull'emittente ITV. Durante le audizioni, si sono esibite con il brano Kiss from a Rose di Seal, conquistando l'approvazione dei giudici ed entrando a far parte del team di Jennifer Hudson. Il loro percorso è proseguito fino alla fase dei Knockouts, dove sono state poi eliminate. Nel 2023, dopo aver abbondonato le rispettive carriere lavorative per poter concertarsi completamente sulla musica, hanno pubblicato l'EP di debutto Hysterical Women, seguito dal secondo EP Crazy Anyway, pubblicato l'anno seguente.
Il 7 marzo 2025, dopo diverse speculazioni da parte di media britannici ed internazionali, è stato confermato che l'emittente radiotelevisiva BBC ha selezionato internamente il gruppo come rappresentante nazionale per l'Eurovision Song Contest 2025 a Basilea, in Svizzera. Il loro brano eurovisivo, What the Hell Just Happened?, è stato presentato nel medesimo giorno nel programma radiofonico Breakfast Show su BBC Radio 2. Nella finale dell'Eurovision del 17 maggio, il brano ha chiuso al 19º posto, ottenendo 88 punti dalle giurie ma nessun punto dal televoto.

## Discografia

### EP
- 2023 – Hysterical Women
- 2024 – Crazy Anyway

### Singoli
- 2023 – Let Down
- 2024 – Laugh About It
- 2024 – Hand in My Pocket
- 2024 – Show Face
- 2024 – Brown Eyed Girl
- 2024 – What the Girls Bathroom Is For
- 2024 – Famous
- 2025 – What the Hell Just Happened?
- 2025 – Happier